# Avenida Thomson (Metro de Filadelfia)
Avenida Thomson  es una estación en la Ruta 101 de la línea Verde del Metro de Filadelfia. La estación se encuentra localizada en la Avenida Thomson y de Sidman Drive en Springfield, Pensilvania.  La Autoridad de Transporte del Sureste de Pensilvania (por sus siglas en inglés SEPTA) es la encargada por el mantenimiento y administración de la estación.

## Descripción y servicios
La estación Avenida Thomson cuenta con 1 plataforma lateral y 1 vía.  

## Conexiones
La estación es abastecida por las siguientes conexiones: 
- Rutas de autobuses: ninguna